# Liga a III-a 2008-2009
Liga a III-a este a treia divizie fotbalistică din România, este oranizată de FRF. Până în sezonul 2006/07 a purtat numele de Divizia C.

## Clasament
Reference

### Seria I
1 FCM Bacău II, FC Bârlad și Luceafărul Mihai Eminescu s-au reetras din campionat și în retur au pierdut toate meciurile cu 3-0.

### Seria II
2 FCM Câmpina și CS Năvodari s-au retras din campionat în tur și rezultatele lor au fost anulate.
3 Inter Gaz București withdrew from the championship in the second part and will loose all remaining matches with 3-0.

### Seria III
4 Petrolul II Ploiești s-a retras din campionat în tur și rezultatele i-au fost anulate.
5 FC Săcele și Progresul II București s-au reetras din campionat și în retur au pierdut toate meciurile cu 3-0.

### Seria IV
6 CFR Craiova s-a retras din campionat în tur și rezultatele i-au fost anulate.

### Seria V
7 FCM Reșița and Corvinul 2005 Hunedoara s-au retras din campionat în tur și rezultatele lor au fost anulate.

## Playoffs

### Grupa 1
- 10 iunie 2009 - Municipal Stadium - Oțelul II Galați - Tricolorul Breaza 0-3
- 13 iunie 2009 - Municipal Stadium - Tricolorul Breaza - CS Ovidiu 3-1
- 17 iunie 2009 - Municipal Stadium - CS Ovidiu - Oțelul II Galați 1-3
- Tricolorul Breaza promovată

### Grupa 2
- 10 iunie 2009 - Cetate Stadium - FC Caracal - Silvania Șimleu Silvaniei 0-2
- 13 iunie 2009 - Cetate Stadium - Silvania Șimleu Silvaniei - CS Ineu  3-1
- 17 iunie 2009 - Cetate Stadium - FC Caracal - CS Ineu Cancelled
- Silvania Șimleu Silvaniei promovată